# Indiana Jones and the Fate of Atlantis
Indiana Jones and the Fate of Atlantis är ett äventyrsspel från 1992 av LucasArts. Spelet bygger på spelmotorn SCUMM och släpptes bland annat i talversion. I spelet får man följa Indiana Jones på jakt efter den försvunna staden Atlantis. Till sin hjälp har han den gamla kollegan och flamman Sophia Hapgood, som nu arbetar som spådam.